# هورنی لیبخاوا
هورنی لیبخاوا (به چکی: Horní Libchava) یک منطقهٔ مسکونی در جمهوری چک است که در ناحیه تشسکا لیپا واقع شده‌است.